# Vincent Matthews
Vincent "Vince" Edward Matthews (Nova York, 16 de dezembro de 1947) é um ex-velocista e campeão olímpico norte-americano.
Foi segundo lugar em Winnipeg 1967, para Evans nos 400 m, com a prata, e os dois ganharam a medalha de ouro no revezamento 4x400 metros.
Em 1968, durante uma competição de aquecimento para as seletivas norte-americanas de atletismo com vistas aos Jogos da Cidade do México, Matthews quebrou o recorde mundial dos 400 m – 44s4 – mas sua marca não foi oficializada por causa do formato de escova dos pinos da sola de suas sapatilhas de corrida da Puma, que não eram aceitas pela IAAF para a homologação de recordes. Nas seletivas propriamente ditas, ele acabou ficando apenas em quarto lugar, após Evans, Larry James e Ron Freeman; isto o tirou da disputa dos 400 m mas o colocou integrando o 4x400 m. Nos Jogos, ele correu a primeira 'perna' do 4x400 m, que ganhou a medalha de ouro e quebrou o recorde mundial, em 2m56s16, marca que duraria por 24 anos até Barcelona 1992.
Em 1972, as seletivas americanas, derrotou seu velho rival Evans, conseguindo um terceiro lugar nos 400 m enquanto o adversário teve que se contentar com o quarto. Na final em Munique, depois que o favorito americano John Smith distendeu um músculo na altura dos 80 m e teve que abandonar, Matthews conseguiu finalmente sua medalha de ouro olímpica individual, vencendo a prova em 44s66. Depois da prova, entretanto, um fato causou seu banimento e o do medalha de prata Wayne Collett dos Jogos. Na cerimônia de premiação, durante a execução do Hino dos Estados Unidos, Matthews e Collett, com os agasalhos de premiação abertos, ficaram  o tempo todo conversando e se mexendo e nem olharam o hasteamento da bandeira. A atitude, considerada um protesto nos moldes do de Tommie Smith e John Carlos nos Jogos anteriores no México, foi considerada um desrespeito pelo COI e os dois foram obrigados a se retirar de Munique. A Associated Press descreveu assim o momento:
"Collett, descalço, saltou do lugar do nº2 no pódio para o de nº 1, ficando ao lado de Matthews; os dois ficaram de lado para o hasteamento da bandeira, girando suas medalhas, com Matthews coçando o queixo. Ele nem permaneceu ereto nem olhou para a bandeira. A medida que os assobios e vaias se sucederam, Collett ergueu o punho fechado para a multidão antes de entrar pela porta dos vestiários".
Com a expulsão dos dois dos Jogos e com John Smith contundido, os EUA, que tinha levado seis velocistas dos 400 m para Munique, agora só tinham três e com isso não tinham uma equipe e acabaram não disputando o revezamento 4x400 metros.
Em março de 1973, a revista especializada em atletismo dos Estados Unidos, Track & Field News, colocou a foto de Matthews e Collett na capa, com a chamada "Nem Todo Ouro Brilha".